# Chris Toppa

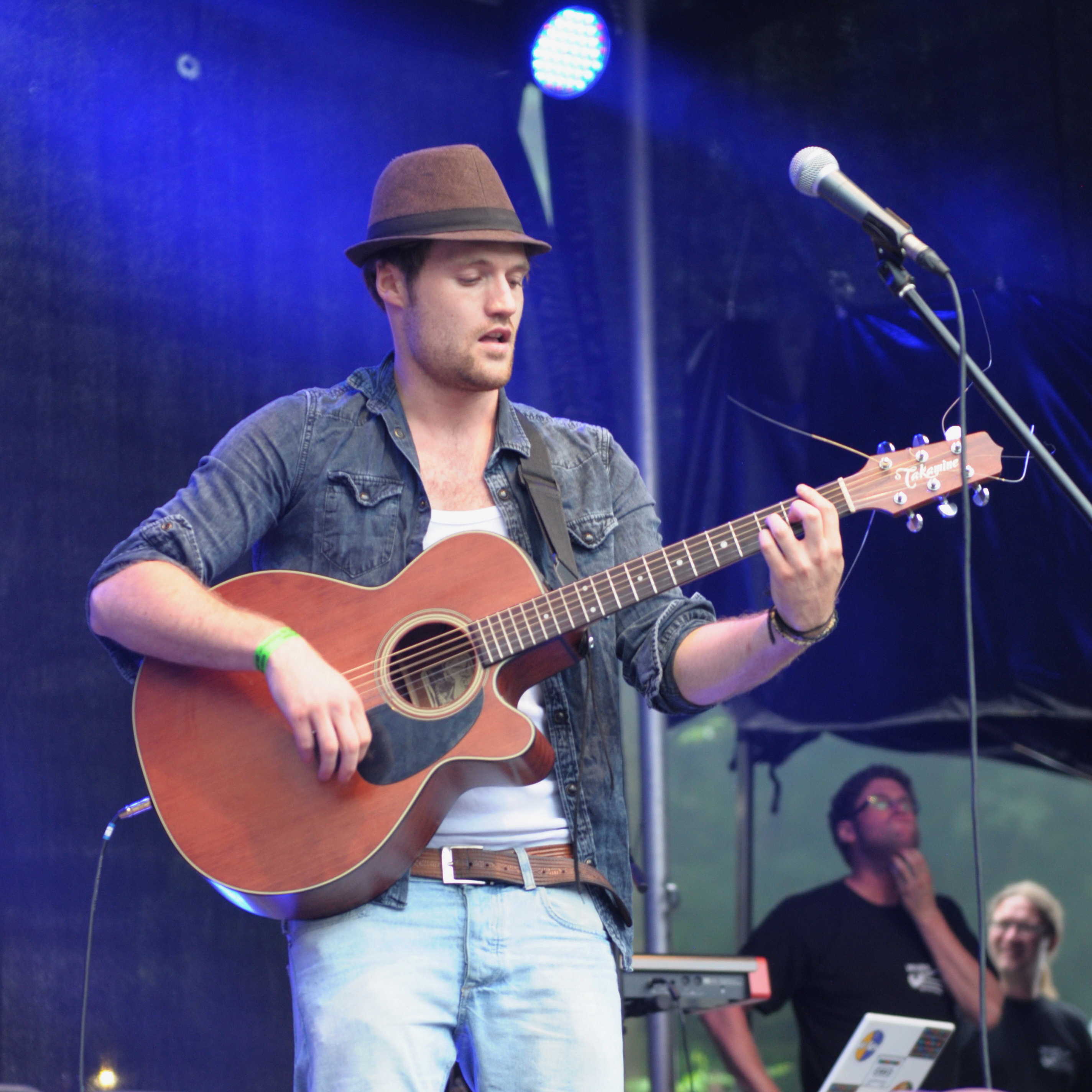
Chris Toppa beim WüRG im Park 2015, Wülfrath

Chris Toppa (* 11. Oktober 1991 in Haan), eigentlich Christian Hankammer, ist ein deutscher Musiker und Schauspieler.

## Leben
Chris Toppa begann schon in früher Kindheit mit dem Gitarrenspiel. Im Laufe seiner Jugend wuchs das Interesse an Reggae, da er von dem spirituellen Inhalt und der positiven Botschaft der Musik inspiriert wurde. So widmete er sich der Produktion einer Singer-Songwriter-EP „Harvest Time“, welche zum ersten Mal unter dem Namen „Chris Toppa“ Anfang 2010 erschien.
Im März 2010 gründete er gemeinsam mit dem Schlagzeuger Jan Szarny und dem Bassisten Tim Dierich die Band „Toppaman“. Ende 2010 wurde daraufhin das Album „Coloured World“ aufgenommen, welches im April 2011 veröffentlicht wurde. Die sechzehn Songs, deren Sound aus einem Mix aus Reggae, Rock und ruhigen Balladen besteht, sind sowohl auf Englisch, als auch auf Spanisch und Deutsch geschrieben.

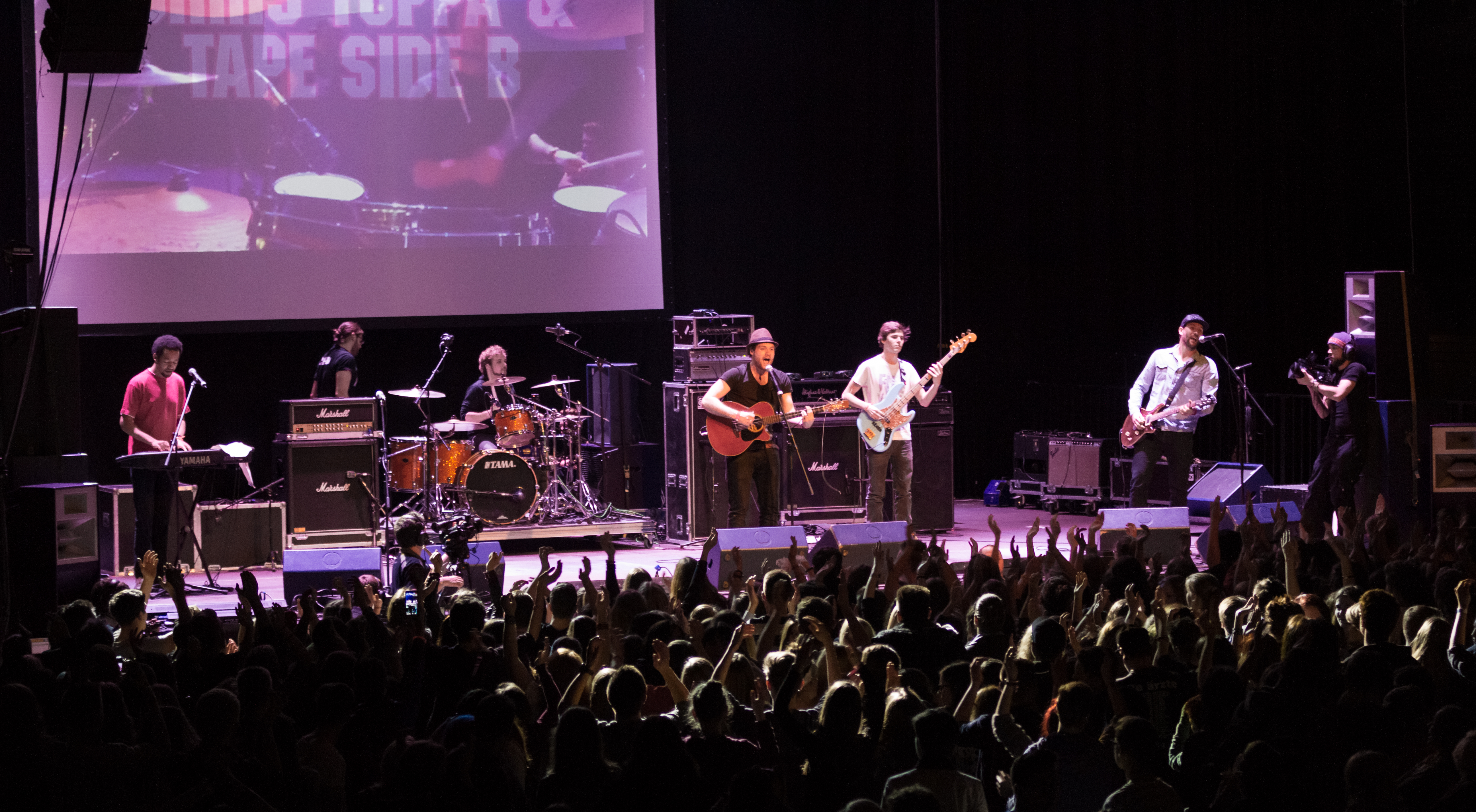
Chris Toppa und die Tape Side B Band 2015

Im Sommer 2011 machte sich Toppa auf den Weg nach Jamaika, um die Wurzeln des Reggaes und die Kultur des Landes kennenzulernen. Dort lernte er den Künstler Cassafaya kennen, der ihn einlud bei sich in der Reggae-Hauptstadt Kingston zu wohnen. Während der gemeinsamen Zeit entstand der Song 'Give thanks for life', der in dem legendären Anchor Studio aufgenommen wurde. Dieser stieß bei den Radiostationen in Kingston auf gute Resonanz. Auch den Veranstalter des traditionellen Sting-Festivals überzeugte das Duo so sehr, dass er es für 2011 buchte.
In seinen Texten widmet sich Chris Toppa aktuellen Problemen unsere Gesellschaft. Er ruft zu einer bewussteren Lebensweise auf und versucht Menschen dazu zu animieren, sich für eine gerechtere Welt einzusetzen.
2012 war Chris Toppa gemeinsam mit Macka B auf dessen Deutschlandtour unterwegs. Ebenso begleitete er Mono & Nikitaman auf ihrer Tour. Für Jahcoustix, Capleton, Tarrus Riley, Sebastian Sturm und viele andere Künstler trat er im Vorprogramm auf. Seit 2013 wird Chris Toppa von seiner Backingband Tape Side B, bestehend aus Jan Szarny (Schlagzeug), Tim Dierich (Bass) und seinem älteren Bruder Stephan Hankammer (Gitarre, Gesang) begleitet.
In den Folgen 4511 und 4512 hatte er 2013 einen Gastauftritt als Sprayer Daniel in der Seifenoper Unter uns. Auch in Verbotene Liebe war er in der Rolle des Schweden Gustav Johannson zu sehen.
Von Ende 2013 bis Frühling 2014 liefen die Produktionen an Chris Toppas neuem Album. Am 11. Juli 2014 wurde das Album CONNECTED unter dem Label Boomrush Productions veröffentlicht.
Chris Toppa studierte von 2015 bis 2019 an der Universität der Künste in Berlin Schauspiel.

## Diskografie

### Alben
- 2014: Connected
- 2011: Coloured World (mit Toppaman)

### EPs
- 2018: Wie Wolken weiter (mit Britzer Nachgeflüster)
- 2012: Give thanks for life (mit Cassafaya und Tape Side B)